# 名古屋三越
株式会社名古屋三越（なごやみつこし）は、三越伊勢丹ホールディングス傘下の百貨店運営企業である。
名古屋栄三越・ラシック（愛知県名古屋市中区栄三丁目）、星ヶ丘三越（千種区星が丘元町）を運営している。

## 概要
「名古屋栄三越(名古屋三越栄店)」、「星ヶ丘三越(名古屋三越星ヶ丘店)」、「栄店南隣のラシック（テナントビル）」の運営会社で、株式会社三越伊勢丹ホールディングスの完全子会社である。
なお、現在の名古屋三越は三越伊勢丹ホールディングス傘下の株式会社三越から分社化された2代目であり、初代名古屋三越についてはオリエンタル中村百貨店を参照のこと。

## 事業再編
- 2016年（平成28年）に当社の運営でイセタンハウスとイセタンセントレアストアが開業したものの、翌年に2店舖の運営が株式会社三越伊勢丹に移管され、伊勢丹新宿店の支店という位置づけとなった。
- イセタンハウスは2020年（令和2年）8月末[2]、イセタンセントレアストアは2021年（令和3年）2月末で撤退し、伊勢丹ブランドの店舗は愛知県内から完全撤退する結果となった。
- 豊田市のT-FACE（旧豊田そごう跡）に入居していた松坂屋豊田店が2021年（令和3年）に撤退し、三河エリアは百貨店空白域となった。
- この需要を取り込むべく、2022年（令和4年）4月、松坂屋跡の一部へ三越豊田が開業した[3][4]。

## 【2代目】名古屋三越の歴史
- 2009年（平成21年）10月1日 - 三越伊勢丹グループの経営方針で株式会社名古屋三越（以下 当社）を設立。
- 2010年（平成22年）4月1日 - 株式会社三越伊勢丹から、名古屋栄三越・星ヶ丘三越・外商部サテライト店の運営を引き継ぐ。
  - この当時、ラシックは、株式会社三越伊勢丹 専門館事業部（首都圏のアルタを運営する部署）が運営をしており、移管時にはラシックは対象外であった。
- 2013年（平成25年）4月1日 - ラシックの運営が当社に移管される。
- 2014年（平成26年）9月26日 - 岐阜県各務原市のイオンモール各務原1Fに、エムアイプラザ各務原をオープンする。
- 2015年（平成27年）12月4日 - イオンモール常滑1Fにエムアイプラザ常滑を出店する。
- 2016年（平成28年）
  - 3月9日 - 名古屋駅前大名古屋ビルヂングにイセタンハウスをオープンする。
  - 10月18日 - 中部国際空港ターミナル（現在の第1ターミナル）国内線乗り場内にイセタンセントレアストアをオープンする。
- 2017年（平成29年）4月1日 - イセタンハウスとイセタンセントレアストアの2店舖の運営が当社から株式会社三越伊勢丹に移管され伊勢丹新宿店の支店という位置づけとなる。
- 2020年（令和2年）
  - 8月31日 - イセタンハウス閉店[2]。
- 2022年（令和4年）
  - 4月22日 - T-FACEのA館2F（旧松坂屋跡地）に三越豊田をオープンする[3][4]。

## 名古屋三越の運営店舗

### 現在営業中の店舗
- 名古屋三越 栄店（名古屋栄三越・名古屋三越栄統括店）[5]

店舗不動産はオリエンタルビルからの賃借
- 名古屋三越・星ヶ丘店（星ヶ丘三越）[5]
- 名古屋三越・豊田店（三越豊田：T-FACE A館内）
- ラシック[5]（名古屋三越栄統括店・ラシック事業部）
- エムアイプラザ各務原（イオンモール各務原内）[5]
- エムアイプラザ常滑（イオンモール常滑内）[5]

### サテライト店
サテライト店は、愛知県・岐阜県・静岡県に5か所展開しており、外商部が運営している。
営業時間は、平日の10時00分～18時00分で、土休日・年末年始・お盆は定休日となる。
サテライト店にて、栄店の売り場と、ラシックの物販テナントで取り扱っている商品を購入することができ、栄店から取り寄せという形になるが、最短で翌平日にサテライト店着で取り寄せることが可能である。
- 岡崎・〒444-0044：愛知県岡崎市康生通南2丁目30、東海保険・ガーデンビル
- 豊橋・〒440-0888：愛知県豊橋市駅前大通3丁目60、豊橋イーストビル
- 岐阜・〒500-8847：岐阜県岐阜市金宝町1丁目3、岐阜第一生命ビルディング 2F
- 多治見・〒507-0015：岐阜県多治見市住吉町7丁目29-1、ファインビル住吉Ⅲ 1F
- 浜松・〒430-0917：静岡県浜松市中央区常盤町145-1、大樹生命浜松ビル

## ネーミングライツ
2020年（令和2年）2月22日 - 2022年3月30日、久屋大通公園の栄バスターミナル跡地に暫定活用として開業したイベント広場をネーミングライツにより、「ミツコシマエ ヒロバス」としていた。